# Kõo kommun
Kõo vald är en kommun i Estland.   Den ligger i landskapet Viljandimaa, i den centrala delen av landet, 110 km sydost om huvudstaden Tallinn. Antalet invånare är 1 159. Arean är 149 kvadratkilometer.
Terrängen i Kõo vald är mycket platt.
Följande samhällen finns i Kõo vald:
- Kõo
- Koksvere
- Pilistvere
- Soomevere